# 8 cm Feldkanone M. 17
Il 8 cm Feldkanone M. 17 era un cannone campale austro-ungarico realizzato dalla Škoda. Fu impiegato dall'Esercito imperial regio durante la prima guerra mondiale. Dopo la dissoluzione dell'Impero, passò negli arsenali di Austria, Cecoslovacchia e Regno dei Serbi, Croati e Sloveni. Durante la seconda guerra mondiale, le armi di questi paesi cadute nelle mani della Germania nazista furono immesse in servizio dalla Wehrmacht con le denominazioni rispettivamente di 7,65 cm FK 17(ö), 7,65 cm FK 17(t) e 7,65 cm FK 303(j).
Il cannone era di disegno convenzionale, anche se con alcune caratteristiche uniche. L'affusto era montato su un assale eccentrico, ribassato, che riduceva la sagoma del pezzo ed aumentava la stabilità durante il fuoco; inoltre l'assale curvo consentiva di brandeggiare la culla senza spostare le ruote, anche se l'angolo di brandeggio veniva limitato per evitare che la canna, rinculando, colpisse l'affusto. Questi accorgimenti rendevano il tiro molto accurato. I serventi viaggiavano in piedi su predellini contro lo scudo, invece che seduti contromarcia sullo scudo come nei pezzi coevi. Il cannone, attaccato al suo avantreno, era trainato da tre pariglie di cavalli. Su terreni impervi, l'affusto era scomponibile in tre carichi.